# Southern Province
Southern Province of Zuidprovincie is een van de tien provincies van Zambia. De hoofdstad is Livingstone.

## Districten
Southern is verdeeld in 15 districten (2022):
- Chikankata
- Chirundu
- Choma
- Gwembe
- Itezhi Tezhi
- Kalomo
- Kazungula
- Livingstone
- Mazabuka
- Monze
- Namwala
- Pemba
- Siavonga
- Sinazongwe
- Zimba

Central · Copperbelt · Eastern · Luapula · Lusaka · Muchinga· Northern · North-Western · Southern · Western